# Everson Lins Ferreira
Everson Lins Ferreira (født 8. januar 1987) er en brasiliansk fodboldspiller.
Han har spillet for flere forskellige klubber i sin karriere, herunder SC Sagamihara.